# إليس جونسون (لاعب كرة قدم أمريكية أمريكي)
إليس جونسون (بالإنجليزية: Ellis Johnson)‏ هو لاعب كرة قدم أمريكية أمريكي، ولد في 30 أكتوبر 1973 في Wildwood, Florida ‏ في الولايات المتحدة.

## وصلات خارجية
- إليس جونسون على موقع مرجع كرة القدم المحترفة.كوم (الإنجليزية)